# (48429) 1989 SK10
(48429) 1989 SK10 là một tiểu hành tinh vành đai chính. Nó được phát hiện bởi Henri Debehogne ở Đài thiên văn La Silla ở Chile ngày 28 tháng 9 năm 1989.